# Andrei Alexandrowitsch Schdanow

Andrei Alexandrowitsch Schdanow (1937)

Andrei Alexandrowitsch Schdanow (russisch Андрей Александрович Жданов, in DDR-Transliteration Shdanow, wiss. Transliteration Andrej Aleksandrovič Ždanov; * 14.jul. / 26. Februar 1896greg. in Mariupol, Gouvernement Jekaterinoslaw, Russisches Kaiserreich (heute Oblast Donezk, Ukraine); † 31. August 1948 in Moskau) war ein sowjetischer Politiker und enger Mitarbeiter Stalins.

## Leben
Schdanow verlor früh seinen Vater, einen Volksschulinspektor, weshalb seine Schulausbildung Lücken aufwies. Er besuchte die 3. bis 7. Klasse der Realschule in Twer, verbrachte ein halbes Jahr an der Moskauer Landwirtschaftsschule und vier Monate an der Unteroffiziersschule in Tiflis, wo man ihm eine „nicht abgeschlossene Mittelschulbildung“ bescheinigte.
Bereits 1915 schloss er sich dem bolschewistischen Flügel der SDAPR an. 1916 wurde er zum Kriegsdienst in die russische Armee eingezogen. 1917 war Schdanow als Stabsfeldwebel im 136. Infanterieregiment an der revolutionären Bewegung aktiv beteiligt. Schdanows Führungsqualitäten und sein Talent als Agitator brachten ihm den Posten eines Vorsitzenden im revolutionären Soldatenrat ein. Von Januar 1918 an wirkte er als Kreislandwirtschaftssekretär in Schadrinsk. Von 1918 bis 1920 war er Politagitator in der Roten Armee und gleichzeitig Redakteur der Zeitung Twerskaja Prawda.
Seit 1925 war er Kandidat und seit 1930 Mitglied des ZK der WKP (B), ab 1935 Kandidat und ab 1939 Mitglied des Politbüros.
Als Nachfolger des ermordeten Kirow war Schdanow von 1934 bis 1944 Gebiets- und Stadtsekretär der Parteiorganisation Leningrads. In dieser Zeit war er als radikaler und erbarmungsloser „Säuberer“ bekannt. Im Juni 1940 wurde er in das zuvor okkupierte Estland entsandt, um eine sowjetfreundliche Regierung zu installieren und das Land der Sowjetunion anzugliedern. Während des Zweiten Weltkrieges und der 900 Tage dauernden Leningrader Blockade durch die deutsche Wehrmacht war er Generaloberst im Kriegssowjet der Stadt. Von 1944 bis 1947 war Schdanow Vorsitzender der Alliierten Kontrollkommission für Finnland.
Nach 1945 bekämpfte er als Führer einer nach ihm benannten repressiven Kulturpolitik, der so genannten Schdanowschtschina, Schriftsteller wie Achmatowa, Pasternak und Soschtschenko, Regisseure wie Eisenstein und Komponisten wie Prokofjew und Schostakowitsch. Von ihm stammt in diesem Zusammenhang der Ausdruck „Speichellecker des Westens“ (низкопоклонство перед Западом).
Am 25. September 1947 hielt er als Vertreter der sowjetischen Delegation auf der Gründungsversammlung des Kominform seine berühmt gewordene Zwei-Lager-Theorie-Rede als Gegenrede zu den von US-Präsident Truman am 12. März 1947 in der so genannten Truman-Doktrin dargelegten Ideen. Beide Reden gelten als wichtige Meilensteine in der Entwicklung weg von der Anti-Hitler-Koalition hin zum Kalten Krieg.
Bis zu seinem Tod galt er als möglicher Nachfolger Stalins. 1948 erkrankte er und starb am 31. August 1948 überraschend an einem Herzinfarkt. Kunstfehler bei seiner Behandlung trugen  zwei Jahre nach seinem Tod zu der antisemitischen Kampagne gegen eine angebliche Ärzteverschwörung im Kreml bei, obwohl kein jüdischer Arzt beteiligt war. Schdanow wurde in einem Einzelgrab an der Kremlmauer beerdigt. Außer ihm wurden im Laufe des Bestehens der Sowjetunion lediglich elf weitere Personen auf diese Weise geehrt, wobei Schdanow zusammen mit Suslow, Budjonny, Frunse und Dserschinski zur kleinen Gruppe jener in Einzelgräbern bestatteten Personen gehört, die weder Staatsoberhäupter der Sowjetunion noch Generalsekretäre der KPdSU waren.
Schdanows Sohn Juri war von 1949 bis 1952 mit Stalins Tochter Swetlana Allilujewa verheiratet.
Schdanows Geburtsort Mariupol in der Ukrainischen SSR wurde 1948 zu seinen Ehren in Schdanow umbenannt und behielt diesen Namen bis 1989.
Die Staatliche Universität Leningrads trug von 1948 bis 1989 den Namen Schdanows.
Im seit 2022 russisch besetzen Mariupol wurde 2025 ein Museum zum Gedenken an Schdanow eröffnet.

## Werke
- A. A. Shdanow auf dem I. Unionskongreß der Sowjetschriftsteller 1934.[4] In: Walther Victor (Hrsg.): Puschkin – Ein Lesebuch für unsere Zeit. Thüringer Volksverlag, Weimar 1954.
- Die Ergebnisse des Novemberplenums des ZK der KPdSU. A. A. Shdanow: Referat in der Funktionärversammlung der Leningrader Parteiorganisation der KPdSU am 15. Dez. 1934. Anhang: Beschlüsse des Plenums. Verlagsgenossenschaft Ausländischer Arbeiter in der UdSSR, Moskau 1935.
- A. A. Shdanow: Die Vorbereitung der Parteiorganisationen für die Wahlen zum Obersten Sowjet der UdSSR nach dem neuen Wahlsystem und die entsprechende Umstellung der Partei- und politischen Arbeit. Bericht und Schlußwort auf dem Plenum des ZK der KPdSU. Verlagsgenossenschaft Ausländischer Arbeiter in der UdSSR, Moskau 1937.
- A. Shdanow: Abänderungen am Statut der KPdSU (B). Bericht auf dem XVIII. Parteitag der KPdSU (B) am 18. März 1939. Verlag für fremdsprachige Literatur, Moskau 1939.
  - A. Shdanow: Abänderungen am Statut der KPdSU (B). Bericht auf dem XVIII. Parteitag der KPdSU (B) am 18. März 1939. Dietz Verlag, Berlin 1950.
- A. Shdanow: Über die internationale Lage. Vortrag, gehalten auf der Informationsberatung von Vertretern einiger kommunistischer Parteien in Polen Ende September 1947. SWA-Verlag, Berlin 1947.
  - A. Shdanow: Über die internationale Lage. Dietz Verlag, Berlin 1951.
- A. Shdanow: Kritische Bemerkungen zu dem Buch G. F. Alexandrows: Geschichte der westeuropäischen Philosophie.  Rede auf der Philosophentagung in Moskau Juni 1947. Dietz Verlag, Berlin 1950.
- A. Shdanow: Über Kunst und Wissenschaft. Reden und Referate aus den Jahren 1934 und 1946 bis 1948. Dietz Verlag, Berlin 1951. (= Kleine Bücherei des Marxismus-Leninismus)
- A. Shdanow: Fragen der sowjetischen Musikkultur. Verlag Neues Leben, Berlin 1951.(=Forum. Wissenschaftliche Beilage 2)
- A. A. Shdanow: Über die Zeitschriften „Swjesda“ und „Leningrad“. Übersetzt von Heinz Stern. Märkische Druck- und Verlags GmbH, Rüdersdorf 1951.[5]
- Beiträge zum sozialistischen Realismus. Grundsätzliches über Kunst und Literatur. Verlag Kultur und fortschritt, Berlin 1953. S. 13–59. Inhaltsverzeichnis / [A. A. Shdanow ...]